# Ctidružice
Ctidružice (en allemand : Schidrowitz) est une commune du district de Znojmo, dans la région de Moravie-du-Sud, en République tchèque. Sa population s'élevait à 299 habitants en 2020.

## Géographie
Ctidružice se trouve à 9 km au sud-sud-est de Moravské Budějovice, à 21 km au nord-ouest de Znojmo, à 60 km au sud-ouest de Brno et à 160 km au sud-est de Prague.
La commune est limitée par Blížkovice à l'ouest et au nord, par Grešlové Mýto et Pavlice à l'est, par Štítary et Zálesí au sud.

## Histoire
La première mention écrite du village date de 1360.

## Transports
Par la route, Ctidružice se trouve à 10,7 km de Moravské Budějovice, à 21 km de Znojmo, à 84 km de Brno et à 187 km de Prague.